# Życie Jezusa (film 1997)
Życie Jezusa (fr. La vie de Jésus) – francuski dramat filmowy z 1997 roku w reżyserii Bruno Dumonta, będący jego pełnometrażowym debiutem. Zdjęcia kręcono w departamencie Nord, głównie w mieście Bailleul.

## Fabuła
Grupa nastolatków z miasta Bailleul, przypominająca gang motocyklowy, prowadzi powszechne życie. Jej członkowie jeżdżą po okolicy motocyklami i grają w orkiestrze dętej. Najwrażliwszy z bandy, epileptyk Freddy, przeżywa właśnie młodzieńczą miłość. Kiedy jego dziewczyna Marie, zaintrygowana zabiegającym o jej względy arabskim emigrantem Kaderem, porzuci Freddy'ego, chłopak znajdzie okazję, żeby się zemścić. Rutyna i dosłowność miłosnych zbliżeń zostanie skontrastowana z przemocą, która zmusi Freddy'ego do kolejnego aktu męskości.

## Obsada
- David Douche jako Freddy
- Marjorie Cottreel jako Marie
- Kader Chaatouf jako Kader
- Sébastien Delbaere jako Gégé
- Samuel Boidin jako Michou
- Steve Smagghe jako Robert
- Sébastien Bailleul jako Quinquin
- Geneviève Cottreel jako Yvette
- Suzanne Berteloot jako pielęgniarka

## Nagrody i nominacje
50. MFF w Cannes (1997)
- wygrana w kategorii Wyróżnienie specjalne dla Bruna Dumonta

Cezary 1997
- nominacja w kategorii Najlepszy film debiutancki dla Bruna Dumonta

Europejska Akademia Filmowa 1997
- wygrana w kategorii Europejskie odkrycie roku - Prix Fassbinder dla Bruna Dumonta